# Ingo Schon

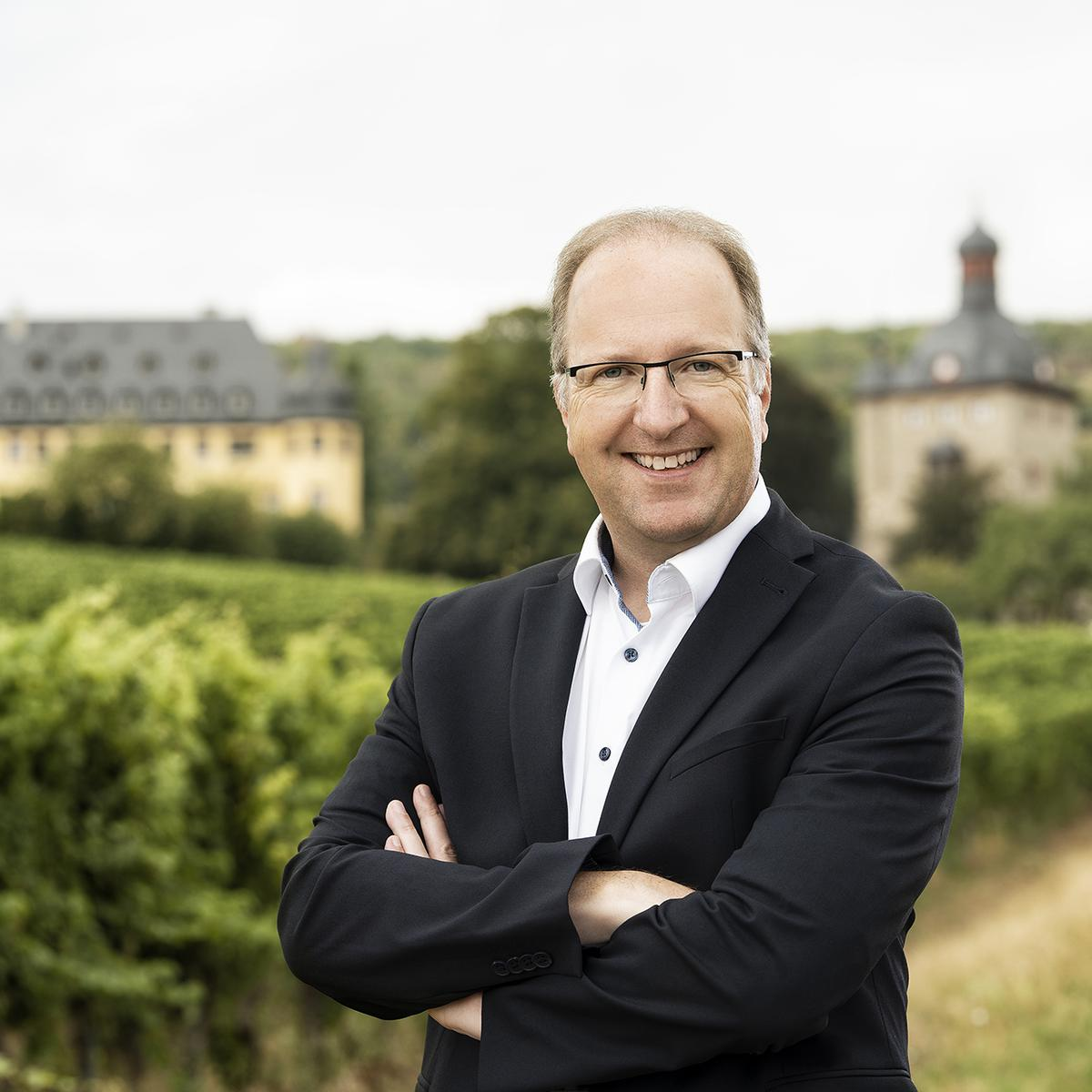
Ingo Schon (2023)

Ingo Schon (* 1976 in Wiesbaden) ist ein deutscher Politiker (CDU). Er ist seit Januar 2024 Landtagsabgeordneter und Parlamentarischer Geschäftsführer der CDU-Fraktion im Hessischen Landtag.

## Ausbildung und Beruf
Ingo Schon legte 1995 das Abitur ab und leistete anschließend Wehrdienst. 1996 bis 2001 studierte er Rechtswissenschaften an der Johannes-Gutenberg-Universität in Mainz. Das Studium schloss er 2001 mit dem ersten Juristischen Staatsexamen ab. 2003 legte er das zweite Juristische Staatsexamen ab, nachdem er 2001 bis 2003 das Rechtsreferendariat absolvierte.
Ab 2003 war er für die CDU-Landtagsfraktion als Referent tätig. Zwischen 2005 und 2006 war er als Richter am Landgericht Darmstadt und an den Amtsgerichten Rüsselsheim und Langen tätig. 2006 wurde er Büroleiter des Hessischen Ministers für Bundes- und Europaangelegenheiten Volker Hoff, ab 2009 für Michael Boddenberg. Nach weiteren Tätigkeiten im Hessischen Landesdienst, unter anderem als Leiter der Abteilung Europa und Internationale Angelegenheiten, wurde er 2019 Büroleiter des damaligen Vorsitzenden der CDU-Fraktion im Hessischen Landtag, Michael Boddenberg. Nachdem dieser Hessischer Finanzminister geworden war, blieb er Büroleiter der neuen Fraktionsvorsitzenden Ines Claus.
Ingo Schon ist seit 2004 verheiratet und hat drei Kinder. Er wohnt in Eltville.

## Politik
Ingo Schon ist seit 1994 Mitglied der CDU. 1995 trat er in die Junge Union Eltville ein und übte dort verschiedene Positionen aus. Er war unter anderem Vorsitzender der Jungen Union Eltville und stellvertretender Kreisvorsitzender der JU Rheingau-Taunus.
Seit 1997 ist er Stadtverordneter der Stadt Eltville, inzwischen als Vorsteher der Stadtverordnetenversammlung.
Innerparteilich ist er stellvertretender Vorsitzender des CDU-Kreisverbandes Rheingau-Taunus.
Bei der Wahl zum 21. hessischen Landtag am 8. Oktober 2023 gewann Schon das Direktmandat im Wahlkreis Rheingau-Taunus I mit 38,3 % der Erststimmen und zog somit in den Hessischen Landtag ein.
Zu Beginn der 21. Wahlperiode wählte die CDU-Fraktion im Hessischen Landtag Schon zum Parlamentarischen Geschäftsführer.